# Night Owls (album)
Night Owls è il secondo album in studio del gruppo musicale belga Vaya Con Dios, pubblicato nel 1990.

## Tracce
Side A
1. Nah Neh Nah – 2:52
2. Far Gone Now – 3:08
3. Sunny Days – 3:29
4. Sally – 3:28
5. Something’s Got A Hold On Me – 2:36
6. I Don’t Want To Know – 3:35

Side B
1. What's a Woman? – 3:56
2. Night Owls – 3:56
3. Pack Your Memories – 3:04
4. With You – 4:02
5. Travelling Light – 3:32
6. Quand elle rit aux éclats – 3:46